# Nigeria op het wereldkampioenschap voetbal 2010
Nigeria was een van de deelnemende landen aan het wereldkampioenschap voetbal 2010 in Zuid-Afrika. Het was het vierde optreden van het West-Afrikaanse land op een WK eindronde en het eerste sinds 2002.

## Selectie
| Keepers       |                        |                       |
| 1             | Vincent Enyeama        | Hapoel Tel Aviv FC    |
| 23            | Dele Aiyenugba         | Bnei Jehoeda Tel Aviv |
| 16            | Austin Ejide           | Hapoel Petach Tikwa   |
| Verdedigers   |                        |                       |
| 3             | Taye Taiwo             | Olympique Marseille   |
| 21            | Uwa Elderson Echiéjilé | Stade Rennais         |
| 17            | Chidi Odiah            | CSKA Moskou           |
| 2             | Joseph Yobo            | Everton FC            |
| 6             | Danny Shittu           | Bolton Wanderers FC   |
| 22            | Ayodele Adeleye        | Sparta Rotterdam      |
| 5             | Rabiu Afolabi          | Red Bull Salzburg     |
| Middenvelders |                        |                       |
| 12            | Kalu Uche              | UD Almería            |
| 20            | Dickson Etuhu          | Fulham FC             |
| ?             | John Obi Mikel         | Chelsea FC            |
| 14            | Sani Kaita             | Alania Vladikavkaz    |
| 15            | Lukman Haruna          | AS Monaco             |
| 13            | Ayila Yussuf           | FC Dynamo Kiev        |
| Aanvallers    |                        |                       |
| 8             | Yakubu Aiyegbeni       | Everton FC            |
| 19            | Chinedu Obasi          | TSG 1899 Hoffenheim   |
| 4             | Nwankwo Kanu           | Portsmouth FC         |
| 7             | John Utaka             | Portsmouth FC         |
| 9             | Obafemi Martins        | VfL Wolfsburg         |
| 18            | Victor Nsofor Obinna   | Málaga CF             |
| 11            | Peter Odemwingie       | Lokomotiv Moskou      |
| Bondscoach    |                        |                       |
|               | Lars Lagerbäck         |                       |

## Stand
| Land        | Wed | Win | Gel | Ver | DV | DT | +/- | Pnt |
| ----------- | --- | --- | --- | --- | -- | -- | --- | --- |
| Argentinië  | 3   | 3   | 0   | 0   | 7  | 1  | 6   | 9   |
| Zuid-Korea  | 3   | 1   | 1   | 1   | 5  | 6  | -1  | 4   |
| Griekenland | 3   | 1   | 0   | 2   | 2  | 5  | -3  | 3   |
| Nigeria     | 3   | 0   | 1   | 2   | 3  | 5  | -2  | 1   |

## Wedstrijden
|                        |                   |                    |         |                                                                             |
| 12 juni 2010 16:00 uur | Argentinië        | 1 – 0              | Nigeria | Ellispark, Johannesburg Toeschouwers: 55.686 Scheidsrechter: Wolfgang Stark |
| 12 juni 2010 16:00 uur | Gabriel Heinze 6' | (Wedstrijdverslag) |         | Ellispark, Johannesburg Toeschouwers: 55.686 Scheidsrechter: Wolfgang Stark |

|                        |                                                |                    |               |                                                                               |
| 17 juni 2010 16:00 uur | Griekenland                                    | 2 – 1              | Nigeria       | Vrystaatstadion, Bloemfontein Toeschouwers: 31.593 Scheidsrechter: Óscar Ruiz |
| 17 juni 2010 16:00 uur | Dimitrios Salpigidis 44' Vasilis Torosidis 71' | (Wedstrijdverslag) | 16' Kalu Uche | Vrystaatstadion, Bloemfontein Toeschouwers: 31.593 Scheidsrechter: Óscar Ruiz |

|                        |                                    |                    |                                     |                                                                                         |
| 22 juni 2010 20:30 uur | Nigeria                            | 2 – 2              | Zuid-Korea                          | Moses Mabhida Stadium, Durban Toeschouwers: 61.874 Scheidsrechter: Olegário Benquerença |
| 22 juni 2010 20:30 uur | Kalu Uche 12' Yakubu Aiyegbeni 69' | (wedstrijdverslag) | 38' Lee Jung-soo 49' Park Chu-young | Moses Mabhida Stadium, Durban Toeschouwers: 61.874 Scheidsrechter: Olegário Benquerença |

NFA · A-internationals · Selecties · Bondscoaches · Statistieken · Nigeriaans vrouwenelftal · Olympisch elftal · Nigeria U21 · Nigeria U20 · Nigeria U19 · Nigeria U18 · Nigeria U17
1950 – 1959 · 
1960 – 1969 · 
1970 – 1979 · 
1980 – 1989 · 
1990 – 1999 · 
2000 – 2009 · 
2010 – 2019 ·
2020 − 2029
CC 1995 · 
CC 2013
WK 1994 · 
WK 1998 · 
WK 2002 · 
WK 2010 · 
WK 2014 · 
WK 2018
OS 1968 · 
OS 1980 · 
OS 1988 · 
OS 1996 · 
OS 2000 · 
OS 2008 · 
OS 2016
1949 · 
1950 · 1951 · 1952 · 1953 · 1954 · 
1955 · 
1956 · 
1957 · 
1958 · 
1959 · 
1960 · 
1961 · 
1962 · 
1963 · 
1964 · 
1965 · 
1966 · 
1967 · 
1968 · 
1969 · 
1970 · 
1971 · 
1972 · 
1973 · 
1974 · 
1975 · 
1976 · 
1977 · 
1978 · 
1979 · 
1980 · 
1981 · 
1982 · 
1983 · 
1984 · 
1985 · 
1986 · 
1987 · 
1988 · 
1989 · 
1990 · 
1991 · 
1992 · 
1993 · 
1994 · 
1995 · 
1996 · 
1997 · 
1998 · 
1999 · 
2000 · 
2001 · 
2002 · 
2003 · 
2004 · 
2005 · 
2006 · 
2007 · 
2008 · 
2009 · 
2010 · 
2011 · 
2012 · 
2013 · 
2014 ·
2015 ·
2016 ·
2017 ·
2018 ·
2019 ·
2020 ·
2021 ·
2022
Algerije ·
Angola ·
Argentinië ·
Australië ·
Benin ·
Bosnië en Herzegovina ·
Botswana ·
Brazilië ·
Bulgarije ·
Burkina Faso ·
Burundi ·
Canada ·
Centraal-Afrikaanse Republiek ·
Colombia ·
Congo-Brazzaville ·
Congo-Kinshasa ·
Costa Rica ·
Denemarken ·
Duitsland ·
Ecuador ·
Egypte ·
Engeland ·
Equatoriaal-Guinea ·
Eritrea ·
Ethiopië ·
Frankrijk ·
Gabon ·
Gambia ·
Georgië ·
Ghana ·
Griekenland ·
Guinee ·
Guinee-Bissau ·
Ierland ·
IJsland ·
Indonesië ·
Iran ·
Italië ·
Ivoorkust ·
Jamaica ·
Japan ·
Joegoslavië ·
Jordanië ·
Kaapverdië · 
Kameroen ·
Kenia ·
Kroatië ·
Lesotho ·
Liberia ·
Libië ·
Luxemburg ·
Madagaskar ·
Malawi ·
Mali ·
Marokko ·
Mexico ·
Mozambique ·
Namibië ·
Nederland ·
Niger ·
Noord-Korea ·
Noord-Macedonië ·
Noorwegen ·
Oeganda ·
Oekraïne ·
Oezbekistan ·
Oostenrijk ·
Paraguay ·
Peru ·
Polen ·
Portugal ·
Roemenië ·
Rwanda ·
Saoedi-Arabië ·
Sao Tomé en Principe ·
Schotland ·
Senegal ·
Servië ·
Seychellen ·
Sierra Leone ·
Soedan ·
Spanje ·
Swaziland ·
Tahiti ·
Tanzania ·
Thailand ·
Togo ·
Tsjaad ·
Tsjechië ·
Tunesië ·
Uruguay ·
Venezuela ·
Verenigde Staten ·
Zambia ·
Zimbabwe ·
Zuid-Afrika ·
Zuid-Korea ·
Zweden ·
Zwitserland
Argentinië (2010) ·
Argentinië (2014) ·
Argentinië (2018) ·
Bosnië en Herzegovina (2014) ·
Burkina Faso (2013) ·
Frankrijk (2014) ·
Iran (2014) ·
IJsland (2018) ·
Kroatië (2018) ·
Zuid-Korea (2010)